# 肉质柱头虫
肉质柱头虫（学名：Balanoglossus carnosus）一种分布于太平洋西部和印度洋东北部沿海地区的肠鳃类动物，隶属于殖翼柱头虫科柱头虫属。